# Železniční trať Skalsko–Chotětov
Železniční trať Skalsko–Chotětov je zaniklá jednokolejná neelektrifikovaná regionální trať ve Středočeském kraji, která byla dlouhá 14 kilometrů. V současné době není sjízdná v žádném úseku.

## Historie trati
V roce 1881 vznikla vlečka z Chotětova do cukrovaru v Dolním Cetně. V roce 1896 koupila trať Česká severní dráha a přestavěla ji na veřejnou místní dráhu. Úsek Vrátno-Lobeč (dnes zastávka Vrátno) - Skalsko původní nádraží – Dolní Cetno byl uveden do provozu roku 1897 a provozovala jej opět Česká severní dráha, téhož roku byla trať z Vrátna prodloužena až do Mšena, kde navázala na úsek do Mělníka. Roku 1905 byl zahájen provoz na trati Skalsko (tehdy Sudoměř Skalsko) – Dolní Bousov a s touto událostí byla zrušena tehdejší stanice Skalsko a byla vybudována nová pro obě trati. Roku 1958 byl zrušen cukrovar v Dolním Cetně a tak začala pozvolna klesat jak nákladní, tak i osobní doprava. Poté 31. května 1970 byla na trati zastavena osobní doprava a ještě v tomto roce byla zastavena i nákladní doprava, kvůli velmi špatnému stavu železničního svršku. Roku 1974 byla trať z Chotětova do Podkováně zrušena, v úseku z Podkováně do Skalska ji ještě využívala AZNP Škoda Mladá Boleslav k odstavování vagonů určených k přepravě automobilů.

## Současnost
V současné době není trať sjízdná v žádném úseku. Poslední sjízdný vedl ze Skalska do Podkováně. Jedná se rovněž o poměrně zachovalý úsek. V roce 2020 tu byly vidět zbytky kolejnic, různé drážní značky, zbytky návěstidel apod.

## Navazující tratě

### Chotětov
Trať 070 Trať Praha – Neratovice – Všetaty – Mladá Boleslav – Turnov

### Skalsko
Železniční trať Mladá Boleslav – Mělník